# Bundesstraße 48
Die Bundesstraße 48 (Abkürzung: B 48) ist eine Bundesstraße in Deutschland. Sie führt im Bundesland Rheinland-Pfalz von Bingen am Rhein im Norden knapp 130 km weit bis Bad Bergzabern im Süden.

## Streckenverlauf

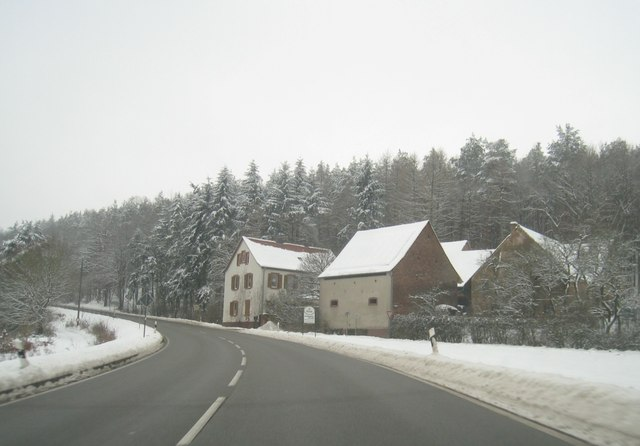
B 48 beim Weiler Altenhof (zwischen Enkenbach-Alsenborn und Hochspeyer)

Die B 48 beginnt im Zentrum von Bingen neben dem linken Ufer der Nahe. Nach gut 1 km auf gemeinsamer Trasse mit der B 9 trennt sie sich von dieser durch Gabelung nach rechts.
Sie verläuft dann über Bad Kreuznach (nach 16 km) – Alsenz (nach 35 km) – Rockenhausen (nach 45 km) – Winnweiler (nach 56 km) – Hochspeyer (nach 74 km) – Annweiler am Trifels (nach 112 km) bis nach Bad Bergzabern (knapp 130 km).
Dort endet sie direkt nordöstlich der Stadtgrenze auf der Gemarkung von Pleisweiler-Oberhofen mit der Einmündung in die B 427 (Hinterweidenthal–Kandel).

## Geschichte
Die 1932 eingerichtete Fernverkehrsstraße 48, ab 1934 Reichsstraße 48 (R 48) genannt, war anfangs eine 16 km kurze Verbindungsstrecke zwischen Bingen und Bad Kreuznach, welche die R 9 (in Bingen) und die R 41 (in Bad Kreuznach) verband. Später (etwa 1937) wurde die R 48 bis Winnweiler verlängert, wo sie in die R 40 (Mainz–Saarbrücken) mündete. Die Strecke von Winnweiler nach Bad Bergzabern wurde erst nach 1949 zur Bundesstraße erhoben.

## Baumaßnahmen
Die 1,8 km lange Ortsumgehung Imsweiler war seit 2017 in Bau und wurde nach achtjähriger Bauzeit im August 2025 eröffnet. Ihr Herzstück ist ein 400 Meter langer Tunnel, der den Ort östlich umgeht. Mit der Ortsumgehung soll der Ort Imsweiler vom Durchgangsverkehr entlastet werden und das Mittelzentrum Rockenhausen besser an die Autobahn angebunden werden. Es wird mit einer Verkehrsbelastung von 6000 Fahrzeugen am Tag gerechnet, die Kosten für die Baumaßnahme belaufen sich auf 72 Millionen Euro.